# Les Loups de la Calla
Résistance
Les Loups de la Calla (titre original : Wolves of the Calla) est un roman de l'écrivain américain Stephen King, publié aux États-Unis en 2003 et publié en France en 2004 dans une traduction de Marie de Prémonville. Il s'agit du cinquième tome de la série La Tour sombre, et la suite directe de Magie et Cristal.

## Résumé
Roland et ses amis pistoleros, désormais indéfectiblement liés, continuent de cheminer le long du Sentier du Rayon. C'est là que des émissaires de la vallée de La Calla – le Père Callahan, prêtre défroqué au passé mouvementé déjà apparu dans Salem, un des premiers romans de Stephen King, trois fermiers et un robot géant – viennent les trouver et leur demandent assistance : les loups de Tonnefoudre, des créatures monstrueuses qui, une fois par génération, arrachent la moitié des enfants à leurs familles pour les renvoyer décérébrés, déciment la communauté. Or, les Loups doivent venir dans un mois.
Roland accepte d'aider la communauté de la Calla car cela fait partie des devoirs des pistoleros mais aussi car le Père Callahan détient un objet maléfique, la Treizième Noire, qui pourrait être fort utile au ka-tet. Le groupe commence par collecter toutes les histoires qu'il peut trouver, à commencer par celle de Callahan. Mais Roland a d'autres sujets de préoccupation : il a remarqué l'étrange comportement de Susannah et informe Eddie qu'elle pourrait être enceinte du démon l'ayant violée (voir Terres perdues). Susannah elle-même est consciente qu'une nouvelle personnalité, Mia, a émergé chez elle. D'autre part, le groupe doit aussi se préoccuper de la rose qui est la représentation de la Tour sombre dans notre monde, aussi Eddie, à l'aide de la Treizième Noire, emprunte-t-il une porte entre les mondes pour se rendre à New York et persuader Calvin Tower, le propriétaire du terrain où se trouve la rose, de ne pas céder à la pression de personnes qui voudraient le voir vendre et d'aller se cacher en attendant que les pistoleros puissent l'aider.
Jake découvre que le père de son nouvel ami, Benny Slightman, est un traître chargé d'informer les Loups sur le lieu où seront cachés les enfants. Il en informe Roland qui décide de laisser le traître en vie par égard pour son fils et parce qu'il ne présente plus de danger pour le plan que les pistoleros ont mis en place. Quand les Loups arrivent, le plan se déroule plus ou moins comme prévu et tous les Loups sont anéantis au prix de pertes légères. Mais, à l'issue du combat, les pistoleros s'aperçoivent que Susannah a disparu, emportant avec elle la Treizième Noire.

## Distinctions
Le roman a été nommé au prix Bram-Stoker 2003, ainsi qu'au prix Locus du meilleur roman de fantasy 2004, terminant à la quatrième place.